# Чемпионат СССР по самбо 1978
32-й Чемпионат СССР по самбо проходил в Ташкенте с 13 по 17 июня 1978 года. В соревнованиях участвовало 234 спортсмена.

## Медалисты
| Весовая категория              | Золото                                        | Серебро                                     | Бронза                                                                           |
| ------------------------------ | --------------------------------------------- | ------------------------------------------- | -------------------------------------------------------------------------------- |
| Наилегчайший вес (до 48 кг)    | Нурислам Халиуллин «Динамо» (Владивосток)     | Сосо Ростиашвили Вооружённые Силы (Тбилиси) | Алмас Мусабеков Вооружённые Силы (Джамбул) А. Петров «Труд» (Новочебоксарск)     |
| Легчайший вес (до 52 кг)       | Владимир Белов «Труд» (Чебоксары)             | Владимир Дмитриев «Труд» (Тула)             | Юрий Круглов «Динамо» (Куйбышев) И. Соколов «Динамо» (Львов)                     |
| Полулёгкий вес (до 57 кг)      | Халим Гареев «Труд» (Ангарск)                 | А. Зверев «Динамо» (Москва)                 | Н. Алипа Вооружённые Силы (Киев) В. Тютерев Вооружённые Силы (Фрунзе)            |
| Лёгкий вес (до 62 кг)          | Борис Касап «Динамо» (Одесса)                 | К. Юсупов «Динамо» (Ташкент)                | Гарник Оганесян «Динамо» (Ереван) В. Халанский «Буревестник» (Владивосток)       |
| 1-й полусредний вес (до 68 кг) | Арамбий Хапай «Урожай» (Майкоп)               | Н. Мадьяров «Труд» (Казань)                 | Михаил Левицкий «Динамо» (Львов) З. Нишнианидзе Вооружённые Силы (Тбилиси)       |
| 2-й полусредний вес (до 74 кг) | Сергей Аракелян «Динамо» (Ереван)             | Николай Баранов «Труд» (Кстово)             | Н. Козленков Вооружённые Силы (Москва) А. Окропиридзе Вооружённые Силы (Тбилиси) |
| 1-й средний вес (до 82 кг)     | Валерий Пашкин «Буревестник» (Москва)         | В. Зинякин «Динамо» (Омск)                  | В. Аникин «Динамо» (Ташкент) Давид Бодавели Вооружённые Силы (Тбилиси)           |
| 2-й средний вес (до 90 кг)     | Александр Пушница «Динамо» (Омск)             | Геннадий Малёнкин «Труд» (Владимир)         | Владимир Пушница «Динамо» (Алма-Ата) Рамаз Харшиладзе Вооружённые Силы (Тбилиси) |
| Полутяжёлый вес (до 100 кг)    | Александр Долженко «Динамо» (Ташкент)         | Николай Медведев «Труд» (Кстово)            | Евгений Солодухин Вооружённые Силы (Москва) Антон Новик Вооружённые Силы (Минск) |
| Тяжёлый вес (свыше 100 кг)     | Виталий Кузнецов Вооружённые Силы (Москва)    | Сосо Гогнадзе «Динамо» (Ташкент)            | Владимир Сободырев Вооружённые Силы (Андижан) М. Ширинян «Ашхатанк» (Ереван)     |
| Абсолютная категория           | Владимир Сободырев Вооружённые Силы (Андижан) | Владимир Саунин Вооружённые Силы (Киев)     | Евгений Солодухин Вооружённые Силы (Москва) Михаил Кокорин (Ленинград)           |